# Caenocryptoides rugosus
Caenocryptoides rugosus là một loài tò vò trong họ Ichneumonidae.